# قصف شفشاون (1925)

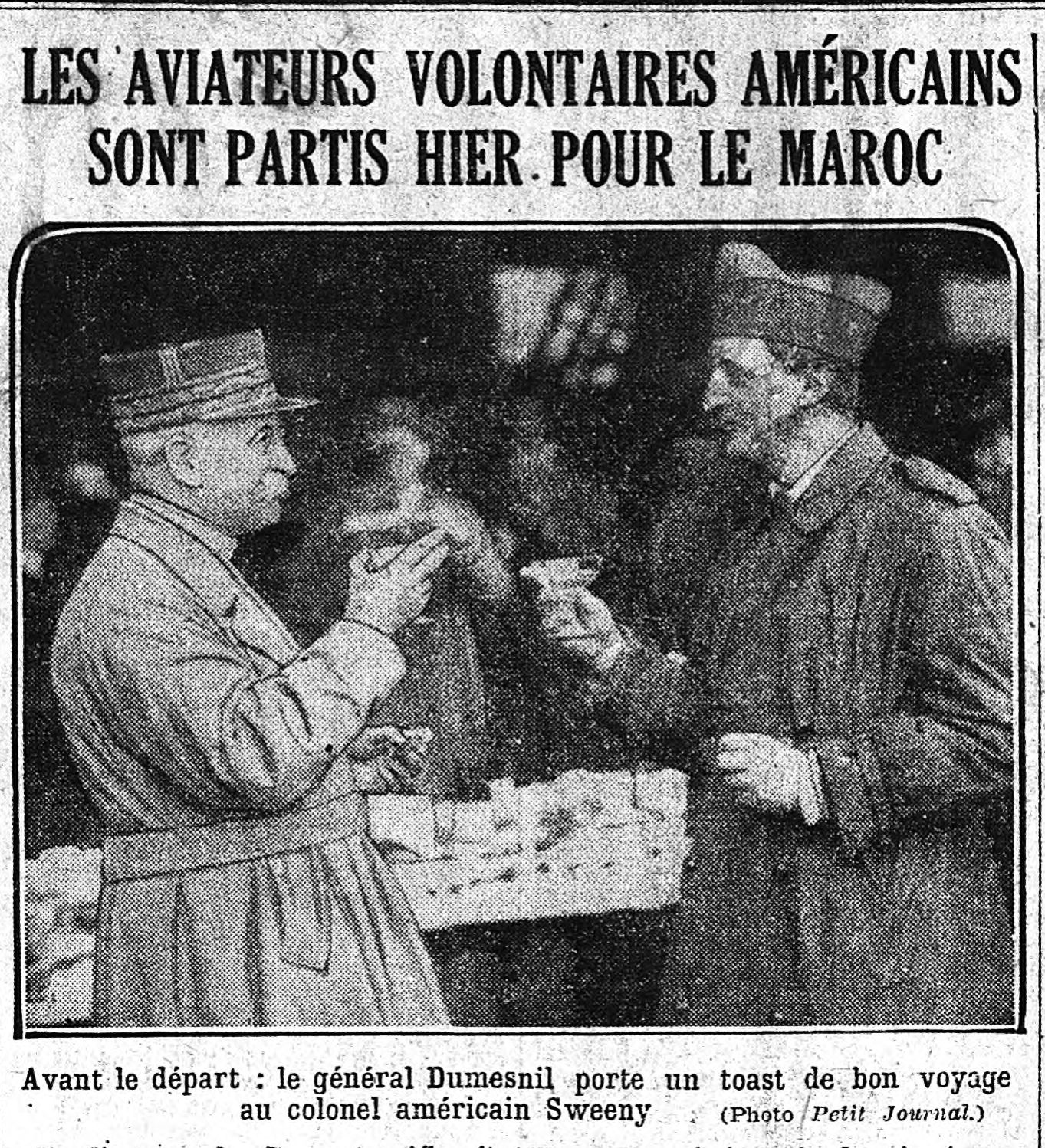
صورة من غلاف نسخة باريس لصحيفة لو بوتي جورنال من 6 أغسطس 1925. النص كما يلي: «لقد غادر الطيارون الأميركيون متجهين للمغرب / قبل المغادرة: الفريق دومنيل Dumesnil يقدم نخبا للعقيد الأميركي سويني Sweeny تمنيا له رحلة سعيدة»

قصف شفشاون كان قصفا جويا على مدينة شفشاون المغربية نفذه سرب أميركي مارق في خدمة الامبراطورية الاستعمارية الفرنسية 17 سبتمبر 1925 في وسط حرب الريف.
اقترح الطيار الأميركي تشارلز مايكل سويني على رئيس الوزراء الفرنسي بول بانليفيه تنظيم سرب يتكون من الطيارين الأميركيين لمساعدة الفرنسيين في المغرب، فوافق السياسي الفرنسي.
في يونيو 1925، أرسل برقية إلى عدد من قدامى المحاربين الأميركيين في الحرب العالمية الأولى بحثا عن المتطوعين، ووجد 17 متطوعا بحلول يوليو، ومنهم 12 طيارين ومنهم من خدم فرنسا في الحرب العالمية الأولى. جُنّد المتطوعون الأميركيون في الفيلق الأجنبي الفرنسي في يوليو، واتخذ سربهم اسم «السرب الشريفي»، السرب التاسع عشر من الفوج الجوي المغربي.
وقال رئيس الوزراء ووزير الحرب الفرنسي بول بانليفيه في برقية إلى المقيم العام الفرنسي على المغرب يوباغ ليوطي: «يبدو هذا التعبير الأميركي عن التضامن هاما الآن وقد يجلب لنا كمية من الدعاية الأميركية لقضيتنا ويعزز المشاعر الأميركية ضد تنمر عبد الكريم.»

## سربة

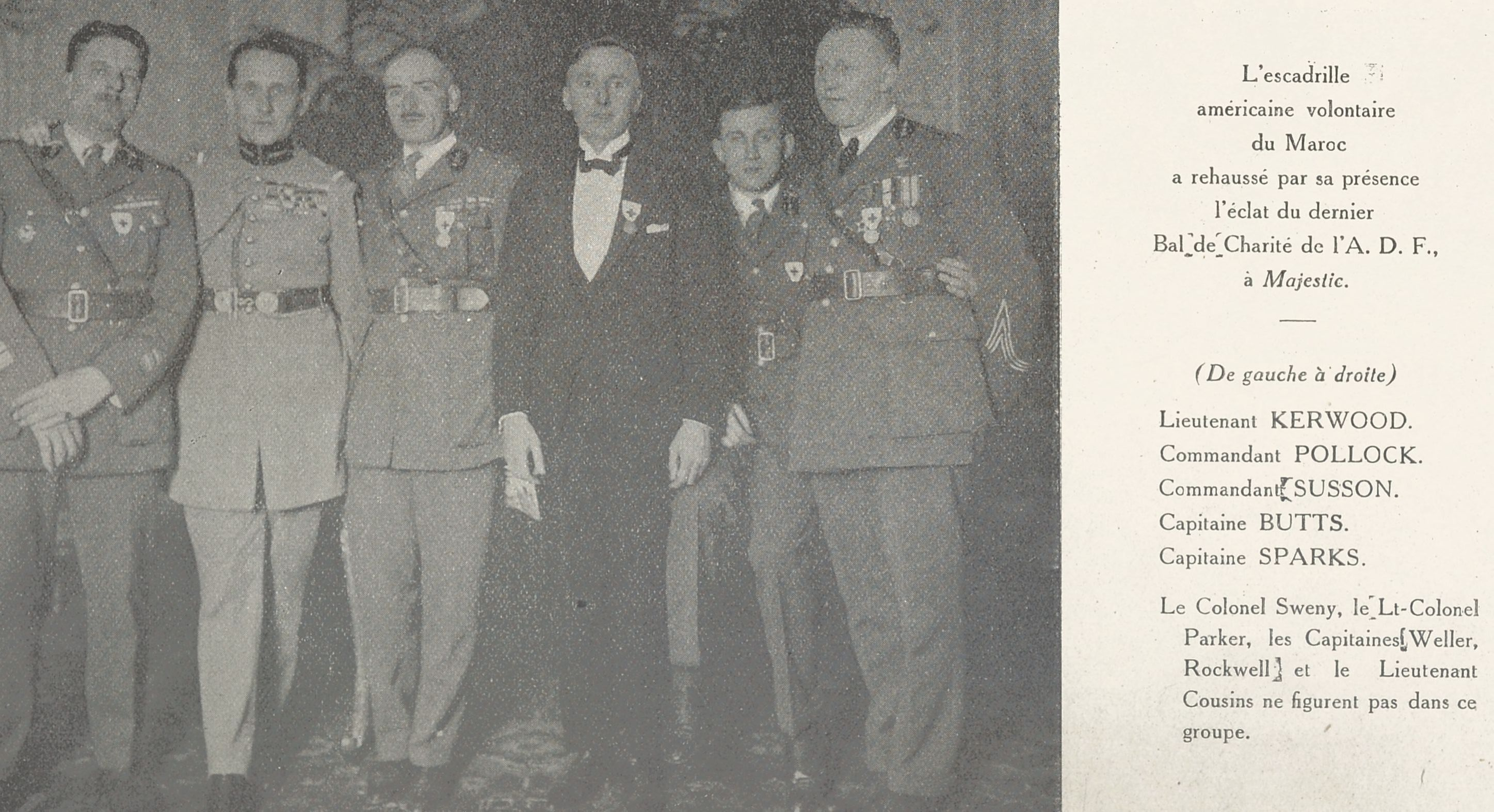
صورة للأعضاء الأميركيين في السربة الشريفةEscadrille Cherifienne, والتي ارتكبت قصف شفشاون، وهم في حفلة خيرية لمنظمة السيدات الفرنسيات منعقدة في مجاستيك

- العقيد تشارلز مايكل سويني Charles Michael Sweeny[8][9]
- القائد پول أيرز روكوال Paul Ayres Rockwell[8]
- الأمير جيمز سَسون James Sussan/Susson، *كندي، طيار أمير سابق في سلاح الجو الملكي الإنجليزي[8][9]
- دونلد ماك جبني Donald Mac Gibeny، طيار سابق في القوات الجوية الأمريكية[8]
- جيمز مستين James Mustaen، طيار سابق في القوات الجوية الأمريكية[8]
- الدكتور جيمز في سپاركس James V Sparks، والذي تجند مسعفا[8][9]
- القائد جورج باتس George Butts[8][9]
- الطيار جورج ريم George Rehm[8]
- الملازم تشارلز كانوود. Charles W. Kerwood[9][8]
- الأميرغراندڤل پولوك Grandville Pollock[9][8]
- الملازم-العقيد أستن جي پاركر Austin G. Parker[9][8]
- القائد والر Weller[9][8]
- القائد غراهم Graham[8]
- القائد هولدن Holden[8]
- القائد بالن Bullin[8]
- الملازم كوزنز Cousins[9]

## الموقف الأميركي الرسمي
أمرت وزارة الخارجية الأميركية القنصول الأميركي ماكسويل بلايك بالمفوضية الأميركية في طنجة بإخبار الأميركيين بأنهم يخاطرون بإلغاء مواطنتهم الأميركية وبالسجن وبالغرامة إذا استمروا في خطتهم للمحاربة «ضد شعب ليس للولايات المتحدة أي شجار معهم.»

## دوافع
كتب سويني: «في رأينا، فرنسا وهي تقاتل عبد الكريم هي تقاتل لأجل حضارة الرجل الأبيض، وكل من يساهم في هذا السرب يعلم بما يكفي من العالم ليقدر ما تعنيه حضارة الرجل الأبيض.»
اختارت السلطات الفرنسية شفشاون هدفا للقصف محاولة لإخراج شعب جبالة من الحرب، فكان سكان جبالة يعتبرون شفشاون مدينة مقدسة.

## أثر

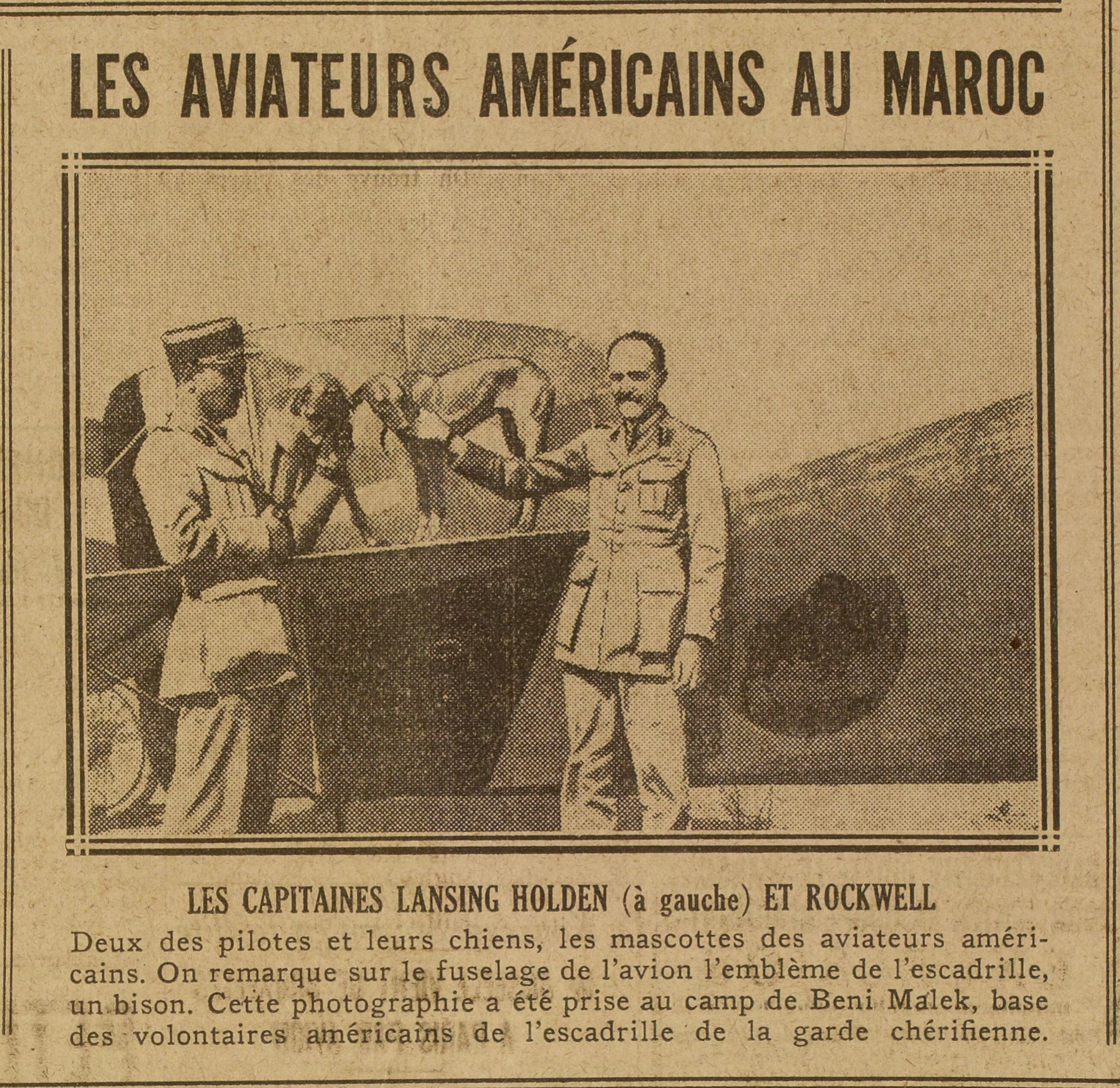
صورة لروكويل في بني مالك حيث تواجد مقر السربة. تظهر الصورة رمز السربة الذي هو بيسون أمريكي

كتب پول آيرز روكويل فيما بعد أن «المدينة بدت جميلة من الهواء وهي تحضن جبلها العالي وتحيطها حدائق وجنان. نظرت للأسفل ورأيت الزوايا والمساجد الستة والقصر من العصور الوسطى والساحة الكبيرة ذات النافورة المتدفقة وتمنيت بشدة ألا يكون تعرض شيء منها للضرر.».